# NGC 6157
NGC 6157 (również PGC 58101) – galaktyka eliptyczna (E-S0), znajdująca się w gwiazdozbiorze Smoka. Odkrył ją Lewis A. Swift 28 czerwca 1886 roku.